# بلو هیل
بلو هیل (انگلیسی: Blue Hill) رستورانی در منطقۀ گرینیچ ویلج نیویورک است. روزنامۀ نیویورک تایمز و مجلۀ نیویورک هر دو این رستوران را نقد و بررسی کرده اند.
این رستوران در آوریل ۲۰۰۰ میلادی توسط دن باربر، دیوید باربر و لورین باربر بنیان نهاده شد و مواد اولیه مورد استفاده‌اش را از مرکز غذا و کشاورزی استون بارنز می‌آورد. باراک اوباما و میشل اوباما در ۳۰ مه ۲۰۰۹ در این رستوران غذا صرف کردند. این رستوران از بنیاد جیمز بیرد عنوانِ «بهترین رستوران جدید» را سال ۲۰۰۱ و «رستوران برجسته» را در سال ۲۰۱۳ دریافت کرد.